# André Bahia
André Luiz Bahia dos Santos Viana, noto semplicemente come André Bahia  (Rio de Janeiro, 24 novembre 1983), è un ex calciatore brasiliano, di ruolo difensore.

## Carriera

### Club
Cresciuto nelle giovanili del Flamengo, nel 2001 è stato inserito nella rosa della prima squadra. Ha militato nel club rossonero fino al termine della stagione 2003, totalizzando 69 presenze e 2 reti. Nel febbraio 2004 si è trasferito in prestito al Palmeiras. Nel marzo 2004 è tornato al Flamengo e vi ha militato fino al termine della stagione, totalizzando 3 reti in 33 incontri disputati. Il 1º gennaio 2005 si è ufficialmente trasferito a parametro zero al Feyenoord, club dei Paesi Bassi. Il debutto con il club biancorosso è avvenuto il 13 marzo 2005, nell'incontro di campionato Feyenoord-Roda JC (4-1). Ha messo a segno la sua prima rete con la maglia del Feyenoord il 13 aprile 2005, nell'incontro di campionato Den Bosch-Feyenoord (4-1), siglando la rete del momentaneo 1-1 al minuto 63. Il 15 settembre 2005 ha debuttato nelle competizioni internazionali europee, disputando l'incontro di Coppa UEFA Feyenoord-Rapid Bucarest (1-1). Ha militato nel club biancorosso per sette stagioni, totalizzando 213 presenze e 18 reti. Nel luglio 2011 ha firmato un contratto triennale con il Samsunspor, club turco. Il debutto con la nuova maglia è avvenuto il 10 settembre 2011, nell'incontro di campionato Samsunspor-Gençlerbirliği (3-2). Ha militato nel club turco fino all'agosto 2012, totalizzando 29 presenze in campionato e 2 in Türkiye Kupası. Nel novembre 2012 il suo contratto è stato risolto attraverso l'intervento della FIFA. Rimasto svincolato, nel gennaio 2013 è stato ingaggiato dal Botafogo, facendo così ritorno in Brasile dopo 9 anni. Ha militato nelle file del Fogão per due stagioni, totalizzando 41 presenze. Terminato il proprio contratto con il Botafogo, è stato ingaggiato dallo Shonan Bellmare, club giapponese, con il quale ha firmato un contratto biennale. Ha militato nel club verdeblu per quattro stagioni, totalizzando 123 presenze e 7 reti.

### Nazionale
Nel 2003 ha fatto parte dei convocati della Nazionale Under-20 brasiliana per il Campionato sudamericano 2003. Nello stesso anno è stato convocato dalla Nazionale maggiore per la CONCACAF Gold Cup 2003. In entrambi i casi non ha collezionato alcuna presenza.

## Statistiche

### Presenze e reti nei club
| Stagione               | Squadra                | Campionato             | Campionato | Campionato | Coppe nazionali | Coppe nazionali | Coppe nazionali | Coppe continentali | Coppe continentali | Coppe continentali | Altre coppe | Altre coppe | Altre coppe | Totale | Totale |
| Stagione               | Squadra                | Comp                   | Pres       | Reti       | Comp            | Pres            | Reti            | Comp               | Pres               | Reti               | Comp        | Pres        | Reti        | Pres   | Reti   |
| ---------------------- | ---------------------- | ---------------------- | ---------- | ---------- | --------------- | --------------- | --------------- | ------------------ | ------------------ | ------------------ | ----------- | ----------- | ----------- | ------ | ------ |
| 2001                   | Flamengo               | CBSA                   | 10         | 1          | CB              | 0               | 0               | CM                 | 0                  | 0                  | -           | -           | -           | 10     | 1      |
| 2002                   | Flamengo               | CBSA                   | 22         | 0          | CB              | 1               | 0               | CS                 | 1                  | 0                  | -           | -           | -           | 18     | 5      |
| 2003                   | Flamengo               | CBSA                   | 28         | 1          | CB              | 4               | 0               | CS                 | 3                  | 0                  | -           | -           | -           | 35     | 1      |
| Totale Flamengo        | Totale Flamengo        | Totale Flamengo        | 60         | 2          |                 | 5               | 0               |                    | 4                  | 0                  |             | -           | -           | 69     | 2      |
| feb.-mar. 2004         | Palmeiras              | CBSA                   | 0          | 0          | CB              | 0               | 0               | -                  | -                  | -                  | -           | -           | -           | 0      | 0      |
| mar.-dic. 2004         | Flamengo               | CBSA                   | 26         | 3          | CB              | 5               | 0               | CS                 | 2                  | 0                  | -           | -           | -           | 33     | 3      |
| gen.-giu. 2005         | Feyenoord              | E                      | 5          | 2          | KNVB            | 0               | 0               | UEFA               | 0                  | 0                  | -           | -           | -           | 5      | 2      |
| 2005-2006              | Feyenoord              | E                      | 34+1       | 3+0        | KNVB            | 0               | 0               | UEFA               | 2                  | 0                  | -           | -           | -           | 37     | 3      |
| 2006-2007              | Feyenoord              | E                      | 29+2       | 2+0        | KNVB            | 0               | 0               | UEFA               | 5                  | 0                  | -           | -           | -           | 36     | 2      |
| 2007-2008              | Feyenoord              | E                      | 29         | 3          | KNVB            | 5               | 0               | -                  | -                  | -                  | -           | -           | -           | 34     | 3      |
| 2008-2009              | Feyenoord              | E                      | 30+2       | 2+0        | KNVB            | 3               | 0               | UEFA               | 6                  | 0                  | JCS         | 1           | 0           | 42     | 2      |
| 2009-2010              | Feyenoord              | E                      | 32         | 3          | KNVB            | 6               | 1               | -                  | -                  | -                  | -           | -           | -           | 38     | 4      |
| 2010-2011              | Feyenoord              | E                      | 20         | 2          | KNVB            | 1               | 0               | EL                 | 0                  | 0                  | -           | -           | -           | 21     | 2      |
| Totale Feyenoord       | Totale Feyenoord       | Totale Feyenoord       | 179+5      | 17+0       |                 | 15              | 1               |                    | 13                 | 0                  |             | 1           | 0           | 213    | 18     |
| 2011-2012              | Samsunspor             | SL                     | 29         | 0          | TK              | 2               | 0               | -                  | -                  | -                  | -           | -           | -           | 31     | 0      |
| giu.-nov. 2012         | Samsunspor             | TFF1L                  | 0          | 0          | TK              | 0               | 0               | -                  | -                  | -                  | -           | -           | -           | 0      | 0      |
| Totale Samsunspor      | Totale Samsunspor      | Totale Samsunspor      | 29         | 0          |                 | 2               | 0               |                    | -                  | -                  |             | -           | -           | 31     | 0      |
| 2013                   | Botafogo               | CBSA                   | 11         | 0          | CB              | 1               | 0               | -                  | -                  | -                  | -           | -           | -           | 12     | 0      |
| 2014                   | Botafogo               | CBSA                   | 25         | 1          | CB              | 3               | 1               | CL                 | 1                  | 0                  | -           | -           | -           | 29     | 2      |
| Totale Botafogo        | Totale Botafogo        | Totale Botafogo        | 36         | 1          |                 | 4               | 1               |                    | 1                  | 0                  |             | -           | -           | 41     | 0      |
| 2015                   | Shonan Bellmare        | J1                     | 30         | 0          | CI+JLC          | 1+1             | 0+0             | -                  | -                  | -                  | -           | -           | -           | 32     | 0      |
| 2016                   | Shonan Bellmare        | J1                     | 31         | 2          | CI+JLC          | 2+2             | 0+0             | -                  | -                  | -                  | -           | -           | -           | 35     | 2      |
| 2017                   | Shonan Bellmare        | J2                     | 39         | 4          | CI              | 0               | 0               | -                  | -                  | -                  | -           | -           | -           | 39     | 4      |
| 2018                   | Shonan Bellmare        | J1                     | 13         | 0          | CI+JLC          | 1+3             | 0+1             | -                  | -                  | -                  | -           | -           | -           | 17     | 1      |
| Totale Shonan Bellmare | Totale Shonan Bellmare | Totale Shonan Bellmare | 113        | 6          |                 | 4+6             | 0+1             |                    | -                  | -                  |             | -           | -           | 123    | 7      |
| Totale carriera        | Totale carriera        | Totale carriera        | 448        | 29         |                 | 41              | 3               |                    | 20                 | 0                  |             | 1           | 0           | 510    | 32     |

## Palmarès

### Club

#### Competizioni nazionali
- Taça Guanabara: 2

Flamengo: 2001, 2004
- Campeonato Carioca: 3

Flamengo: 2001, 2004
Botafogo: 2013
- Copa dos Campeões: 1

Flamengo: 2001
- KNVB beker: 1

Feyenoord: 2008
- J2 League: 1

Shonan Bellmare: 2017